# Тики шоља
Тики шоља је керамички суд за пијење настао педесетих година двадесетог века за потребе тики барова и тропских тематских ресторана. Изумео их је Дон Бичкомбер, који је такође имао удео у популаризовању коктелских кишобранчића. На оваквим шољама, које су најчешће облика полинежанског идола, могу бити представљене гравире и остали симболи и теме из живота становника Полинезије, Микронезије и Меланезије. У најопштијем случају, присутан је ма какав тропски мотив — плажа, вахине („хавајске девојке“), сурфовање, море и друго.
Првобитно, овај суд за испијање створен је као карактеристично и маркетиншко дело тики културе. Шездесетих година двадесетог века, предузећа и други прозвођачи керамике постали су заинтересовањи и за тики шоље и тако их пласирали на тржиште. Најпопуларнији су били безбојни примерци, такозвани калупи, које хобисти могу украшавати и осликавати по жељи. Осамдесетих и деведесетих, продавнице типа „све за долар“ преплављене су овим артиклима. То је био део обнове интересовања за „рајске дестинације“ и њихову културу.
Мада је након тога употреба тики шоља замрла, хобисти и уметници чије је интересовање керамика наставили су са кућном произвоњом сопствених примерака, али у малом броју. Истим послом баве се и поједини тропски тематски ресторани, за чије потребе се ове шоље праве. Оне служе као украс и сувенири, ретко за испијање пића. Уметник познат под именом Боско један је од најзапаженијих произвођача тики шоља на мало. Заједно са другим уметницима основао је радионицу Мантики (Munktiki). У савременом свету, и даље постоји одређени број тики ревивалиста, који са сваким новим производом померају границе.
Сакупљачи и произвођљчи тики шоља деле ове судове за испијање на већи број врста и стилова, међу којима су и следећи: тики идол, кофа, кокос, декантер, фу манчу, хед хантер, вахина (такође хула девојка), моаи, хавајски ку (такође лоно), маори, маркезан, раротонган, оријенталија, ананас, гусари, буре рума, скорпион, лобања, мајмун, сурфер, вулкан, шот (чашица), стакленик. Пристуни су и многи други стилови, а разлика сваког је у начину украшавања, као и у самом облику фигуре. Најчешћи је онај полинежанскиг (тики) идола.